# Leucotrichia adela
Leucotrichia adela is een fossiele soort schietmot uit de familie Hydroptilidae.